# ناثانيل كلارك سميث
ناثانيل كلارك سميث (بالإنجليزية: Nathaniel Clark Smith)‏ هو قائد فرقة ‏ وملحن أمريكي، ولد في 31 يوليو 1877 في Fort Leavenworth ‏ في الولايات المتحدة، وتوفي في 8 أكتوبر 1935 بسبب سكتة.

## وصلات خارجية
- ناثانيل كلارك سميث على موقع ميوزك برينز (الإنجليزية)